# 倉亭
倉亭津，位於今中國山東省陽谷縣高廟王鄉倉上。

## 沿革
曾名幸福集，東漢时期黃河舊道上的渡口，倉亭之戰的地點。也是曹操最後一場打敗袁紹之地及之戰，最後的勝利由曹操拿下。